# Worthington Curtis Smith
Worthington Curtis Smith, född 23 april 1823 i St. Albans i Vermont, död där 2 januari 1894, var en amerikansk politiker (republikan). Han var ledamot av USA:s representanthus 1867–1873.
Smith efterträdde 1867 Portus Baxter i representanthuset och efterträddes 1873 av George Whitman Hendee.
Smith är begravd på Greenwood Cemetery i St. Albans i Vermont.